# نرمين فازدا
نرمين فازدا مواليد 30 أغسطس 1967 في جمهورية يوغوسلافيا الاشتراكية الاتحادية، هو لاعب كرة قدم بوسني دولي سابق كان يلعب كمهاجم.

## المسيرة الاحترافية

### أندية لعب لها
- نادي ساراييفو
- نادي جيلييزنيتشار ساراييفو

## روابط خارجية
- نرمين فازدا على موقع اتحاد تركيا (لاعب) (الإنجليزية)
- نرمين فازدا على موقع قاعدة بيانات كرة القدم.إي يو (الإنجليزية)
- نرمين فازدا على موقع ناشيونال فوتبول تيمز (الإنجليزية)
- نرمين فازدا على موقع Soccerway.com (الإنجليزية)